# Phalaenopsis deliciosa
Espèce
Phalaenopsis deliciosa est une espèce d'orchidées du genre Phalaenopsis.